# Federico Gallego
Federico Gallego Revetria (Montevideo, 13 giugno 1990) è un calciatore uruguaiano, centrocampista del Sud América.

## Caratteristiche tecniche
È un trequartista.

## Carriera
Ha giocato nella prima divisione uruguaiana ed in quella indiana.

## Statistiche

### Presenze e reti nei club
| Stagione                | Squadra                 | Campionato              | Campionato | Campionato | Coppe nazionali | Coppe nazionali | Coppe nazionali | Coppe continentali | Coppe continentali | Coppe continentali | Altre coppe | Altre coppe | Altre coppe | Totale | Totale |
| Stagione                | Squadra                 | Comp                    | Pres       | Reti       | Comp            | Pres            | Reti            | Comp               | Pres               | Reti               | Comp        | Pres        | Reti        | Pres   | Reti   |
| ----------------------- | ----------------------- | ----------------------- | ---------- | ---------- | --------------- | --------------- | --------------- | ------------------ | ------------------ | ------------------ | ----------- | ----------- | ----------- | ------ | ------ |
| 2018                    | Boston River            | PD                      | 19         | 2          | -               | -               | -               | CS                 | 4                  | 0                  | -           | -           | -           | 23     | 2      |
| 2018-2019               | NorthEast United        | ISL                     | 18+2       | 4+0        | SC              | 0               | 0               | -                  | -                  | -                  | -           | -           | -           | 20     | 4      |
| 2019-2020               | NorthEast United        | ISL                     | 10         | 1          | SC              | -               | -               | -                  | -                  | -                  | -           | -           | -           | 10     | 1      |
| 2020-2021               | NorthEast United        | ISL                     | 14+2       | 4          | -               | -               | -               | -                  | -                  | -                  | -           | -           | -           | 16     | 4      |
| 2021-2022               | NorthEast United        | ISL                     | 1          | 0          | -               | -               | -               | -                  | -                  | -                  | -           | -           | -           | 1      | 0      |
| Totale NorthEast United | Totale NorthEast United | Totale NorthEast United | 47         | 9          |                 | 0               | 0               |                    | -                  | -                  |             | -           | -           | 47     | 9      |
| set.-dic.2022           | Sud America             | SD                      | 2          | 0          | CU              | -               | -               | -                  | -                  | -                  | -           | -           | -           | 2      | 0      |
| gen.-giu. 2023          | ATK Mohun Bagan         | ISL                     | 8+4        | 0          | SC              | 3               | 0               | QAFC Cup           | 1                  | 0                  | DC          | -           | -           | 16     | 0      |
| 2023                    | Sud America             | SD                      | 5          | 1          | CU              | 1               | 0               | -                  | -                  | -                  | -           | -           | -           | 6      | 1      |
| 2024                    | Sud America             | SD                      | 2          | 0          | CU              | 0               | 0               | -                  | -                  | -                  | -           | -           | -           | 2      | 0      |
| Totale Sud América      | Totale Sud América      | Totale Sud América      | 9          | 1          |                 | 1               | 0               |                    | -                  | -                  |             | -           | -           | 10     | 1      |
| Totale carriera         | Totale carriera         | Totale carriera         | 87         | 12         |                 | 4               | 0               |                    | 5                  | 0                  |             | -           | -           | 96     | 12     |

## Palmarès

### Club
- Campionato uruguaiano di seconda divisione: 1

Sud América: 2012-2013
- Indian Super League: 1

ATK Mohun Bagan: 2022-2023